# Mīāb
Mīāb (persiska: ميّاب, مِياب, میاب) är en ort i Iran.   Den ligger i delprovinsen (shahrestan) Marand och provinsen Östazarbaijan, i den nordvästra delen av landet, 600 km nordväst om huvudstaden Teheran. Mīāb ligger 2 061 meter över havet och antalet invånare är 611.
Terrängen runt Mīāb är kuperad söderut, men norrut är den bergig.Runt Mīāb är det ganska tätbefolkat, med 70 invånare per kvadratkilometer. Närmaste större samhälle är Zonūz, 12,8 km söder om Mīāb. Trakten runt Mīāb består i huvudsak av gräsmarker.